# Muuu și Beee: Povești de la fermă
Muuu și Beee: Povești de la fermă (germană Muh und Mäh - Boomerang Bauernhof-Geschichten) este un serial de televiziune german co-produs de Megaherz TV Fernsehproduktion GmbH și Turner Broadcasting System Deutschland.
Serialul este disponibil în 5 limbi de circulație internațională, în fiecare țară Turner Broadcasting System alegând o vedetă /cântăreață cunoscută : în germană, cântăreața aleasă este Claudia Koreck, în poloneză, cântăreața aleasă este câștigătoarea celui de-al treilea sezon Polonezii au Talent!, Magdalena Welc , în rusă a fost aleasă câștigătoarea competiției muzicale Voice Kids ,Алисой Кожикиной,  în maghiară cântăreața este teen icon-ul Csifó Dorina, în română, interpreta este jurata Românii au talent, Andra. Premiera serialului a fost pe 25 august 2013 pe Boomerang. 
Premiera în România a fost pe 31 mai 2014 tot pe canalul Boomerang, melodia de generic fiind interpretată de cântăreața română Andra.
Andra este foarte mândră pentru că a fost aleasă să facă parte dintr-un serial pentru copii, aceasta mărturisind despre experiența dublajului: 
|  | Eu interpretez melodia de generic a filmului, iar acesta este darul pe care îl ofer cu dragoste fiului meu, David, precum și tuturor copiilor care se vor afla mâine (31 mai) alături de noi. Este sâmbăta copiilor care, pe postul unde își întâlneau deja personajele preferate – Scooby-Doo, Tom și Jerry și multi alții – îi vor cunoaște acum pe copiii unei familii de la poalele Alpilor, care trec prin peripeții nemaiauzite, în jurul fermei lor. Întâmplări, animăluțe, neprevăzut, umor și încântare, acestea sunt ingredientele noului serial, “Povești de la fermă”. Luați-vă puiuții în brațe și veniți în fața televizoarelor sâmbăta și duminica la ora 11.00, îmi veți mulțumi pentru acest apel! Chiar dacă nu ne vedem unii pe ceilalți, ne vom simți aproape, vom fi conectați prin însuși faptul că privim în aceeași direcție și explorăm aceeași lume uimitoare. Vă aștept, voi ști că sunteți lângă noi și că veți asculta cu drag melodia pe care v-o ofer ca pe inima mea ! Dragi părinți, acum suntem adulți, dar copilul din noi nu dispare niciodată! |

## Despre serial
Protagoniștii serialului sunt cei patru copii ai familiei Taffertshofer, Hannes, Stefan, Andrea și Nicola, care trăiesc împreună cu părinții lor într-o fermă veche de peste 500 de ani, din Tirol, la poalele pitorești ale Alpilor, în localitatea bavareză Uffing. Cei patru copii, cu vârsta cuprinsă între 8 și 15 ani, îl inițiază pe spectator în viața cu zi cu zi de la fermă: la unison cu natura, ei experimentează noi aventuri, departe de aglomerația orașului, de locurile de joacă îngrădite și de programele foarte riguroase. Tinerii Taffertshofer se descurcă de minune la toate activitățile de zi cu zi de la fermă: de la hrănirea vițelușilor cu lapte, la curățarea țarcurilor cu iepuri și chiar tunsul oilor, cei patru frați ajută la toate treburile de la fermă.
Serialul își propune să le arate tinerilor telespectatori cum se defășoară viața de zi cu zi a unei familii germane într-o curte țărănească, la fermă. Cele șase episoade ale serialului au fiecare câte cincisprezece minute.

## Episoade
| Premiera în România | N/o | Titlu englez                    |
| ------------------- | --- | ------------------------------- |
|                     |     |                                 |
| PRIMUL SEZON        |     |                                 |
|                     |     |                                 |
| 01.06.2014          | 01  | The Big Feast                   |
|                     |     |                                 |
| 07.06.2014          | 02  | The Big Sheep                   |
|                     |     |                                 |
| 08.06.2014          | 03  | Buzz, Buzz, Buzz - Bee Research |
|                     |     |                                 |
| 14.06.2014          | 04  | Visiting a Duchess              |
|                     |     |                                 |
| 15.06.2014          | 05  | Charlotte the Chicken           |
|                     |     |                                 |
| 21.06.2014          | 06  | Dinner at the Campfire          |
|                     |     |                                 |

## Legături externe
- Muuu și Beee: Povești de la fermă la Internet Movie Database